# Johannes Buchholtz
Johannes Buchholtz (22. februar 1882 i Odense – 5. august 1940 i Struer) var en dansk forfatter og trafikassistent.
I 1902 kom han til Struer, hvor han som trafikassistent fik arbejde ved Statsbanerne. I 1908 blev han gift med Olga og i 1911 flyttede de ind i et nyopført hus, som de selv havde tegnet i alle detaljer. 
I 1915 indledte Johannes Buchholtz et betydeligt forfatterskab med romanen Egholms Gud og i de følgende år fulgte bog på bog. Han blev i 1917 den første modtager af Drachmannlegatet for hans roman Egholms gud. I 1924 var det økonomisk muligt for ham at opgive arbejdet ved jernbanen. Indtil sin død i 1940 var Johannes Buchholtz en af Danmarks mest læste forfattere. 1938 modtog han Ingenio et arti.
Olga og Johannes Buchholtz gæstfrie hjem udviklede sig til et populært samlingssted for især Limfjordsegnens mange øvrige digtere og forfattere, bl.a. Jeppe Aakjær, Thøger Larsen, Johan Skjoldborg, Johannes V. Jensen m.fl. 
Huset, der nu indgår som en væsentlig del af Struer Museum, rummer et af Danmarks bedst bevarede interiører fra 20erne og 30erne og er samtidig et dybt originalt og smukt kunstnerhjem.
Huset rummer mange vidnesbyrd om de hyppige besøg af andre kunstnere og Buchholtz store kærlighed til gamle møbler, ure og sjove påfund bemærkes over alt i det særprægede hjem. Alt er indrammet af den for Buchholtz så karakteristiske ultramarinblå farve. 
Man får adgang til huset gennem Struer Museum.
Hvert år udfordres Struer Gymnasiums elever til at deltage i en skrivekonkurrence i Johannes Buchholtz' navn, nemlig Buchholtz Prisopgave (Webside ikke længere tilgængelig).